# 玉藻前

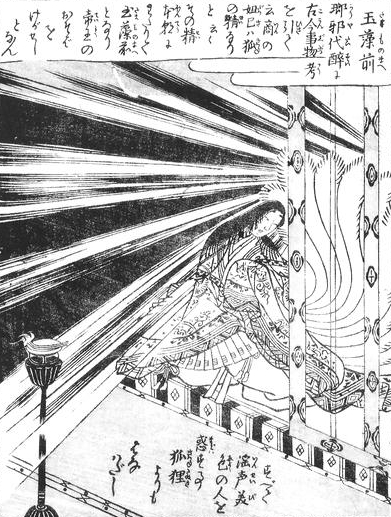
玉藻前
鳥山石燕『今昔畫圖續百鬼』

玉藻前（たまものまえ）是日本傳說中由白面金毛九尾狐變化而成的絕世美女，據傳在平安時代末期、鳥羽上皇院政期間（1129年－1156年）出現，由於其才識廣博又絕世美艷，被世人稱為天下第一美女以及日本第一才女。

## 傳說的概要
最初其名為藻女，為武士坂部夫婦收養，漸出落為美女。18歲時被欽點入宮，成為鳥羽上皇的女官，她貌美如花、溫潤似玉，琴棋書畫樣樣精通，很快就得到賜名玉藻前。由於其的美貌和博識深得鳥羽上皇的寵愛，成為宮中最受寵的妃子，時光流逝，玉藻前憑著上皇的恩賞，權勢越來越大。但不久之後，上皇突得重病臥床不起，皇室的御醫卻無法查明病因，後由陰陽師安倍泰成（安倍晴明的孫子，一說為安倍晴明子孫）判明是玉藻前作怪，這位寵妃根本不是什麼美女，而是一隻白面金毛九尾狐，在陰陽法訣前玉藻前暴露出白面金毛九尾狐的本體、從宮中逃出不知去向。
在那之后从那須野（現在的栃木縣那須郡周邊）陆续传来婦女、小孩消失的消息，鳥羽上皇在那須野領主須藤権守貞信的請求下，命令編成討伐軍，任命三浦介義明，千葉介常胤和上總介廣常為將軍，陰陽師安倍泰成為軍師，派遣八萬軍士出征那須野。
到了那須野，討伐軍即受到由變化成白面金毛九尾狐的玉藻前攻擊，由於其強大的妖術而使討伐軍損失慘重，敗下陣來。三浦介和上總介命令軍士們攜犬練習犬追物（日本的一種弓術技巧）的騎射聯繫，再次出擊。
這一次的對策非常成功，討伐軍對玉藻前展開追擊。玉藻前在貞信的夢中化身為他的娘親的樣子，請求其放過自己，貞信卻由此猜出其已到了強弩之末，因此全力最後攻擊。最後三浦介的兩支箭橫貫其腹部，上總介則用長刀斬其首，玉藻前就此氣絕。
但玉藻前死後，其屍變化為巨大的毒石，散發出的毒氣殺死了附近的動物，村人後來稱之為「殺生石」。其石在鳥羽上皇死後還一直存在，周圍的村民對其充滿了恐懼。期間多次請高僧為其鎮魂，但都為其毒氣所害。直到南北朝時代會津元現寺的第一代主持玄翁和尚才將殺生石成功破壞，而被破壞的殺生石飛散到日本各地。
歷史學家認為玉藻前的原型可能是為鳥羽上皇所寵愛的皇后藤原得子，生有叡子内亲王、八条院、近卫天皇、高松院一子三女，為了讓自己的兒子登上帝位而出謀劃策，設計讓中宮待賢門院（藤原璋子）失寵，讓崇德上皇和藤原忠實以及賴長父子對立，並引起了保元之亂，更是樹立了武家政權先例（其中還有諸多比如美福門院實際攝政或皇位繼承由她決定的說法）。

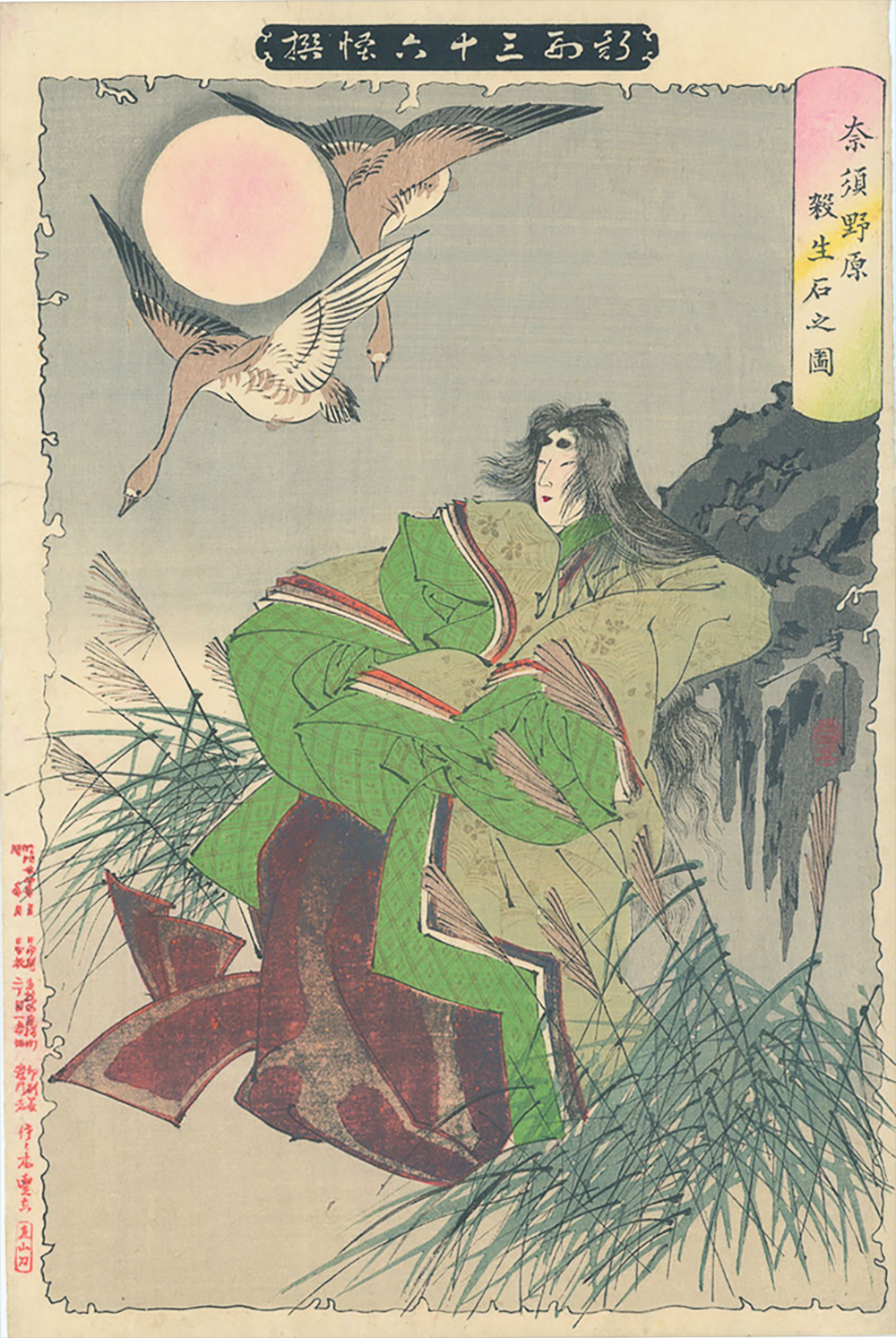
玉藻前
月岡芳年畫

## 人物像
從江戶時代開始，玉藻前、酒呑童子以及大天狗並稱日本三大妖怪。其多在歌舞伎以及小説、漫畫、雜誌、文庫中作為極惡的形象登場。

## 形象演变
传说中，玉藻前全身都是金色的，而且还有兩条尾巴，金碧辉煌。受中国神話影響，在江戶時代變成有九條尾巴的妖狐。
在日本本土最早的传说中，玉藻前只是作为传说中迷惑鸟羽上皇的狐狸精的形象出现，与中国“狐狸精”形象的妲己、褒姒直連結，但其形象因为受中国文化的影响，在之后的因为日本小说，歌舞伎多次的创造，形象逐渐发生了变化，逐渐將其和中國的惡女妲己或褒姒相結合，有的作品中说她是妲己，有的作品中说她是褒姒。在一些日本后世的小说或歌舞伎一类的作品中，甚至出现了她的生平、稱她诞生在中国等，传说中它是阴气的结晶品，懂得人化之术。纪元前十一世纪时，化身为绝色美女妲己，当上了当时商纣王子辛的宠妃。在妲己的淫威之下，商朝的百姓生活在水深火热之中，不久之後商朝便被西边新兴的周政权推翻。妖狐也跑到印度去，化身为摩竭佗国斑足太子的王妃华阳天，之後又回到中国，暂时过著隐姓埋名的生活。唐朝时，日本派遣使者吉备真备到中国来，妖狐便溜进了吉备真备的船里到日本来了。之後又过了几百年，自称「玉藻前」获得鸟羽天皇的宠爱与信任。后来天皇便得了怪病倒卧床榻；大臣们因此开始怀疑她，请安倍泰亲（安倍晴明的孙子）暗中对她进行了占卜。结果，「玉藻前」的真面目终于曝光，原来是一只来自中国的九尾妖狐，于是她便逃离京城，躲避到远方。
需要注意的是，以上这些都是在日本受中国神话传说的影响，在江户时代后期逐渐追加的设定，在原本最早的日本本土记载玉藻前的传说《神明鏡》《杀生石》《玉藻之草子》中，玉藻前并非九尾而是双尾七寻（中国古代以八尺为一寻，传到日本后日本也用这种计量方法），而且也与妲己、褒姒相關傳說毫无关系，也没有提及她的出生事迹；直到高井兰山《絵本三国妖妇传》这本书（江户时代文化元年（1804年）），日本才开始将她与中国和印度的历史和神话人物相结合，逐渐形成了现代关于玉藻前身份的设定。

## 以玉藻前為題材的作品
室町時代
- 『神明鏡』
- 御伽草子『玉藻的草紙』（通稱「玉藻前」）
- 謡曲『殺生石』

江戶時代
- 18世紀中頃？ - 作者不明／赤本・『是は禦ぞんじのばけ物にて御座候』
  - 描述妖怪見越入道和鼯鼠妖怪合戰的作品，玉藻前作為見越入道一方的妖怪登場。
- 1751年（寬延4年） - 浪岡橘平・淺田一鳥・安田蛙桂／人形浄瑠璃・『玉藻前曦袂』
- 1762年（寶暦12年） - 金井三笑／歌舞伎・『玉藻前桂黛』
- 1804年（文化元年） - 高井蘭山『絵本三國妖婦傳』
- 1806年（文化3年） - 近松梅枝軒・佐川藤太／人形浄瑠璃・『絵本増補玉藻前曦袂』
  - 寬延4年的『玉藻前曦袂』又進行了増補改進。現在的文樂和歌舞伎『玉藻前曦袂』是以三段目的「道春館」的演出為範本的。
- 1809年（文化6年） - 式亭三馬『玉藻前三國傳記』
- 1819年（文政2年） - 二代目櫻田治助他／歌舞伎・『禦名殘押絵交張』
  - 江戶中村座的三代目中村歌右衛門開創了九變化舞踴：天人・狂亂・黒人・知盛・梓巫女・鳥羽絵・關羽・傾城以及最後的玉藻前。
- 1821年（文政4年） - 鶴屋南北／歌舞伎・『玉藻前禦園公服』

昭和時期
- 1953年（昭和28年） - NHK傀儡戲『玉藻前』（原作：岡本綺堂）
- 1971年（昭和46年） - 手塚治虫『百物語』
- 1979年（昭和54年） - 藤子·F·不二雄『T・Pぼん（日语：T・Pぼん）』
- 1981年（昭和56年） - 宗谷真爾『王朝妖狐譚』

平成時期
- 1989年（平成元年） - 由Hudson Soft和Red Entertainment出版的遊戲『天外魔境ZIRIA』中的“玉藻姫”
- 1990年（平成2年） - 藤田和日郎創作的漫畫『潮與虎』中的妖怪“白面者”
- 1992年（平成4年） - ATLUS出版的遊戲『真・女神轉生』中的妖獸“玉藻”
- 1999年（平成11年） - 山田章博『BEAST of EAST』
- 2002年（平成14年） - ORBIT出版的『闇與帽子與書的旅人』
- 2003年（平成15年） - STUDIO DEEN『闇與帽子與書的旅人』的漫畫
- 2005年（平成17年） - 西野勝海『我的狐仙女友』溫泉旅館玉之湯的老闆娘“玉藻”
- 2008年（平成20年） - Caramel Box出版的遊戲『とっぱら〜ざしきわらしのはなし〜』中的藤花
- 2008年（平成20年） - 瀨川初『食靈』玉藻御前
- 2008年（平成20年） - 赤松中學輕小說『緋彈的亞莉亞』玉藻
- 2009年（平成21年） - 陰陽座『金剛九尾』組曲「九尾」玉藻前
- 2009年（平成21年） - 長岡良子的『夜のこだま』玉藻（華麗的愛情歷史繪卷）
- 2010年（平成22年） - TYPE-MOON『Fate/EXTRA』中玩家可控制的Caster（齋藤千和配音）
- 2013年（平成25年） - 傳奇網絡製作的線上遊戲『幻想神域』中的源神「玉藻前」
- 2013年 「遊戲新幹線」代理的手游「惡魔製造者」五星卡牌 玉藻前
- 2014年至今 『無雙OROCHI系列』突然出現的美女，對人類抱懷著恨意－玉藻前（光榮公司開發，小松由佳配音）
- 2015年（平成27年） - 由TYPE-MOON與ANIPLEX製作『Fate/Grand Order』中登場的五星Caster—玉藻前（齋藤千和配音）
- 2016年（平成28年） - 由Madhead自製營運的手機遊戲（iOS / Android）《時空之門》六星-九尾狐-玉藻前
- 2017年（平成29年） - 由網易開發的手機卡牌遊戲《陰陽師》中的ssr级男性卡牌-玉藻前
- 2017年（平成29年） - 由友麻碧創作的輕小說『淺草鬼妻日記』中的九尾狐水屑
- 2018年（平成30年） - 霹靂布袋戲《霹靂天命之戰禍邪神Ⅱ破邪傳》中的「九變妖媸」玉前若藻
- 2018年（平成30年） - 寶塚歌劇團宙組公演《白鷺之城》中由星風まどか飾演的九尾狐-玉藻前
- 2018年（平成30年） - 咒術迴戰前傳東京都立咒術高專中詛咒師夏油傑所派出的特級假想怨靈-化身玉藻前